# آلیس کلهون
 آلیس کلهون (انگلیسی: Alice Calhoun؛ ۲۱ نوامبر ۱۹۰۰ – ۳ ژوئن ۱۹۶۶) بازیگر اهل ایالات متحده آمریکا بود.
از فیلم‌های وی می‌توان به دخترک رام‌نشده اشاره نمود.